# Новониколаевка (Новоархангельский район)
Новоникола́евка (укр. Новомиколаївка) — бывшее село в Новоархангельском районе Кировоградской области Украины.
Почтовый индекс — 26140. Телефонный код — 5255. Код КОАТУУ — 3523686503.
Снято с учёта решением Кировоградского областного совета от 17 ноября 2011 года